# ElBulli

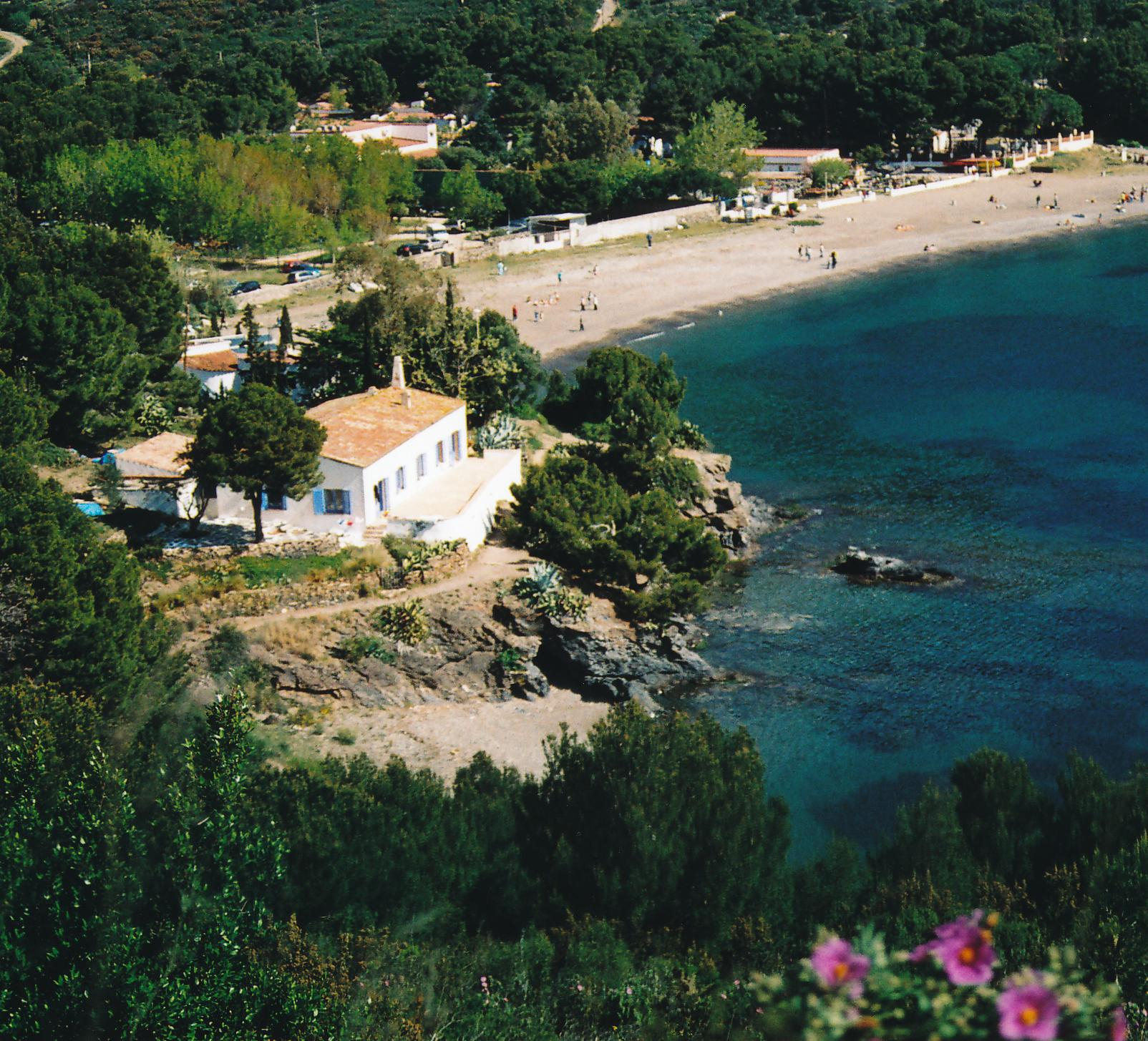
Il ristorante visto dall'alto

elBulli (βuʎi) è stato un ristorante spagnolo ubicato nei pressi della città di Roses, in Catalogna, condotto dallo chef Ferran Adrià  e insignito delle tre stelle della Guida Michelin fino alla sua chiusura, avvenuta il 30 luglio 2011.
Il piccolo ristorante, situato sopra Cala Montjoi, un'insenatura della Costa Brava è stato descritto come "il più fantasioso generatore di alta cucina del pianeta" ed è stato associato al movimento della gastronomia molecolare.
Nel 2014 è stato riaperto come centro creativo.